# Ligne Minatomirai
La ligne Minatomirai 21 (みなとみらい21線, Minato-mirai-21-sen), communément appelée ligne Minatomirai, est une ligne ferroviaire souterraine à Yokohama au Japon exploitée par la Yokohama Minatomirai Railway. Elle relie la gare de Yokohama à celle de Motomachi-Chūkagai, desservant le quartier de Minato Mirai 21.

## Histoire
La construction de la ligne Minatomirai a commencé en novembre 1992. Elle a été inaugurée le 1er février 2004.

## La ligne
La ligne Minatomirai comprend 6 stations pour une longueur de 4,1 km. Le temps de parcours est de 8 minutes.

### Extension
Il existe des projets visant à prolonger la ligne de la gare de Motomachi-Chukagai vers Honmoku et Negishi sous le nom de « Yokohama Loop Line », mais les projets sont actuellement en suspens .
Par ailleurs, des travaux sont en cours pour prolonger le tunnel d'environ 600 mètres à partir de la gare de Motomachi-Chukagai et installer 2 voies de stockage capables de garer quatre trains de 10 voitures sous le parc Minato Mirai . 
La ligne Minatomirai ne possède pas de dépôt ferroviaire propre, mais loue celui de Motosumiyoshi de la Tokyu.Cela s'explique par le projet d'extension initial de la ligne jusqu'à Honmoku et Negishi. Partant du principe qu'un dépôt serait construit dans la zone de Negishi lors du prolongement de la ligne, la compagnie a loué le terrain à Tokyu pour 15 ans à l'ouverture de la ligne. En 2004, elle a signé un bail pour le dépôt de Motosumiyoshi jusqu'en janvier 2019. En 2011, alors que le contrat était en cours, Tokyu l'a exhortée à « trouver un nouveau dépôt après l'expiration du contrat », mais les entreprises qui sont en interconnexion avec les lignes directes, Seibu Railway et Tōbu Railway,ont également refusé de louer un dépôt, et la compagnie n'a pas pu trouver de nouvel emplacement car nécessitant d'exproprier. 
Faute de perspective à court terme d'extension de la ligne jusqu'à Honmoku et Negishi à l'expiration du contrat, la compagnie a décidé de construire son propre dépôt. Comme la construction prendrait du temps, ils ont demandé à Tokyu de prolonger le bail, qui a été prolongé de cinq ans jusqu'en 2024. Les voies devrait être achevées au cours de l'année 2030, ce qui signifie qu'il y aura un écart de six à sept ans sans endroit pour stocker les trains.

## Interconnexions
La ligne est interconnectée à la gare de Yokohama avec la ligne Tōyoko de la compagnie Tōkyū. Les trains continuent ensuite sur la ligne Fukutoshin du Tokyo Metro, puis sur la ligne Tōjō de la Tōbu ou sur la ligne Ikebukuro de la Seibu. Depuis la station Yokohama, la ligne est en correspondance avec la ligne bleue du métro de Yokohama.

## Liste des stations
| Numéro | Gare               | Nom japonais | Distance depuis Yokohama (km) | Correspondances | Ville    |
| ------ | ------------------ | ------------ | ----------------------------- | --- | -------- |
| MM01   | Yokohama           | 横浜         | 0                             | Tōkyū : Tōyoko (interconnexion) JR East : Keihin-Tōhoku, Negishi, Tōkaidō, Yokosuka Keikyū : Keikyū Sōtetsu : Sōtetsu Métro de Yokohama : ligne bleue | Yokohama |
| MM02   | Shin-Takashima     | 新高島       | 0,8                           | | Yokohama |
| MM03   | Minatomirai (ja)   | みなとみらい | 1,7                           | | Yokohama |
| MM04   | Bashamichi         | 馬車道       | 2,6                           | | Yokohama |
| MM05   | Nihon-ōdōri        | 日本大通り   | 3,2                           | | Yokohama |
| MM06   | Motomachi-Chūkagai | 元町中華街   | 4,1                           | | Yokohama |

## Matériel roulant
La ligne Minatomirai est parcourue par les trains suivants :

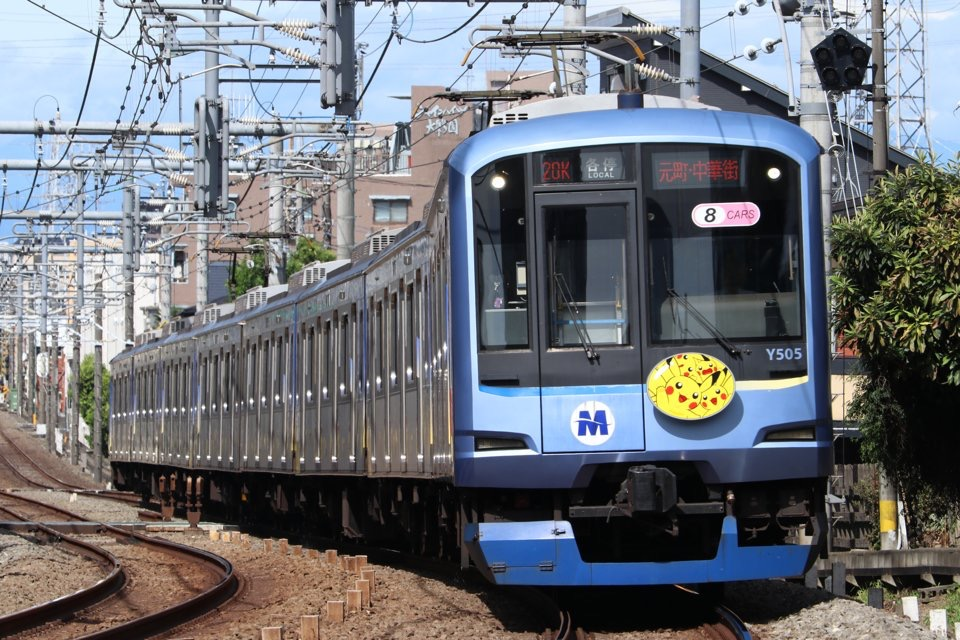
Yokohama Minatomirai Railway série Y500
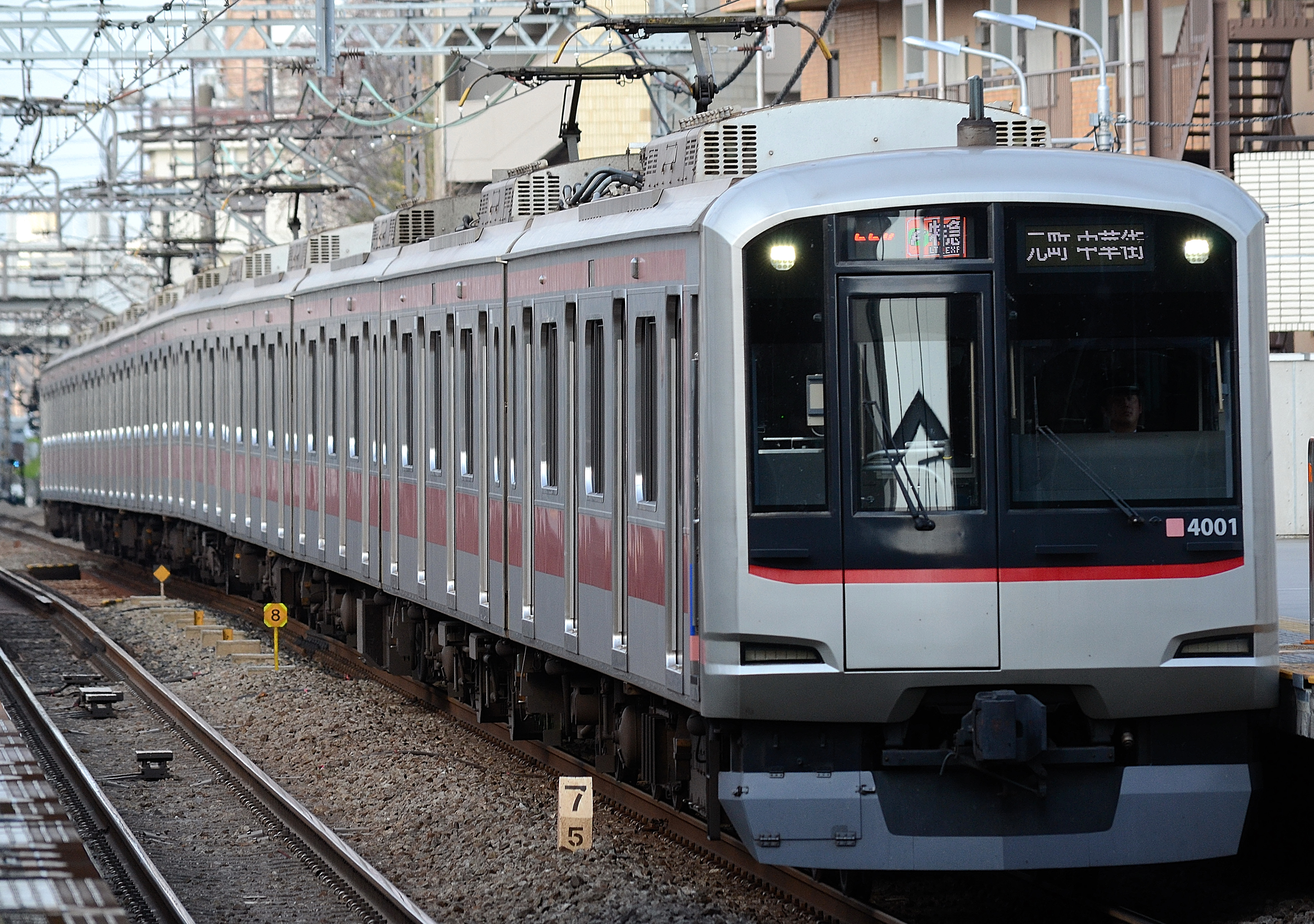
Tōkyū série 5050
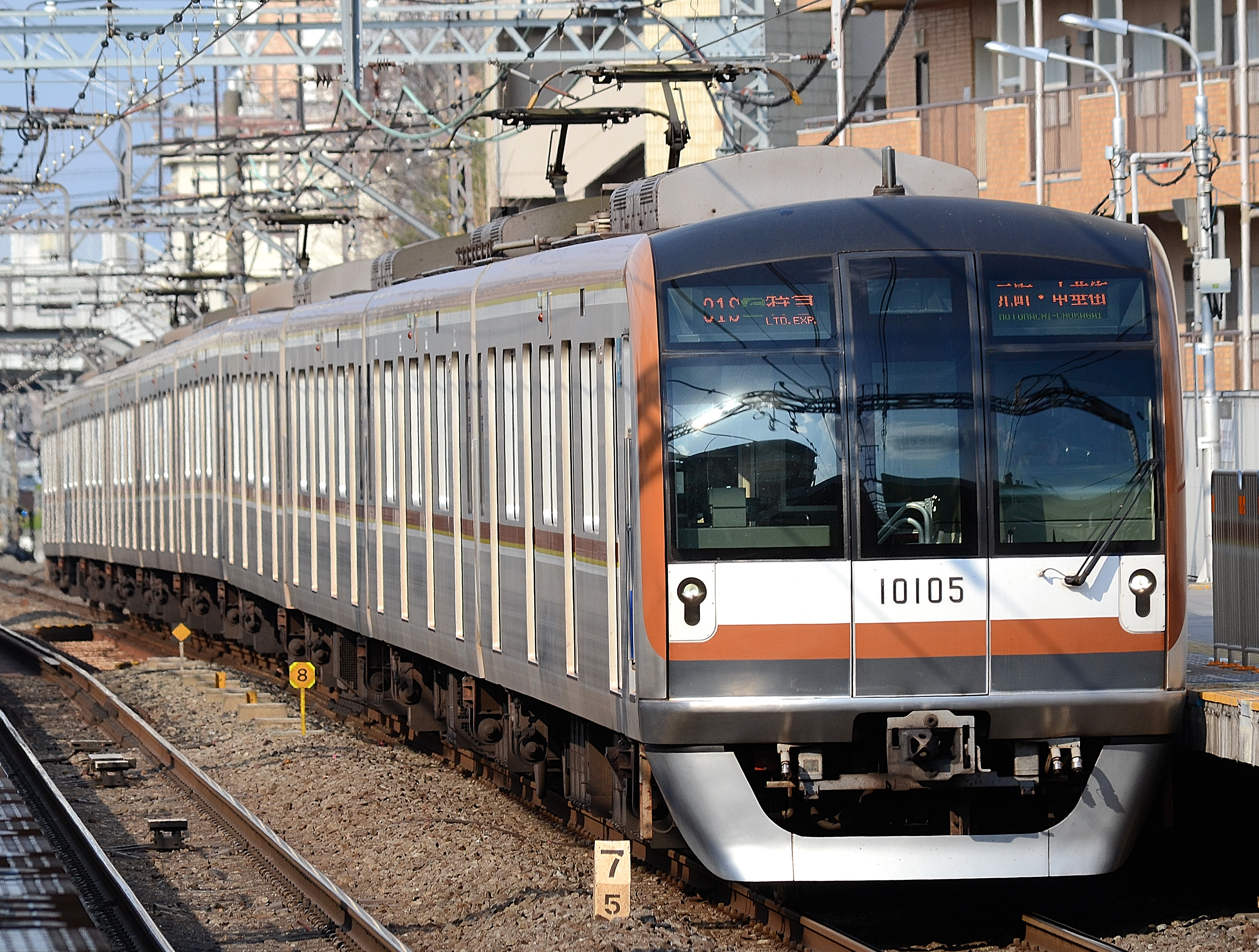
Tokyo Metro série 10000
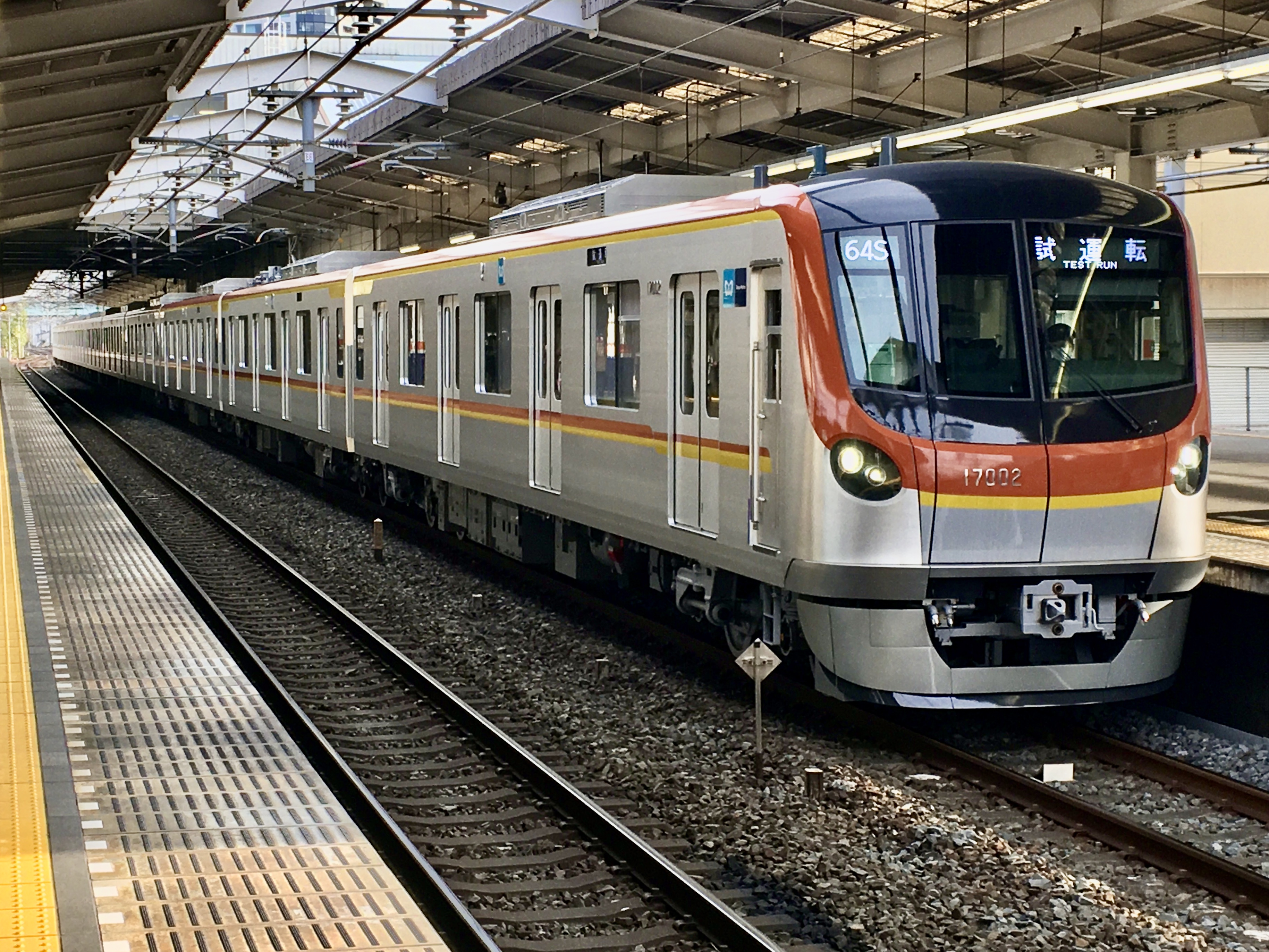
Tokyo Metro série 17000
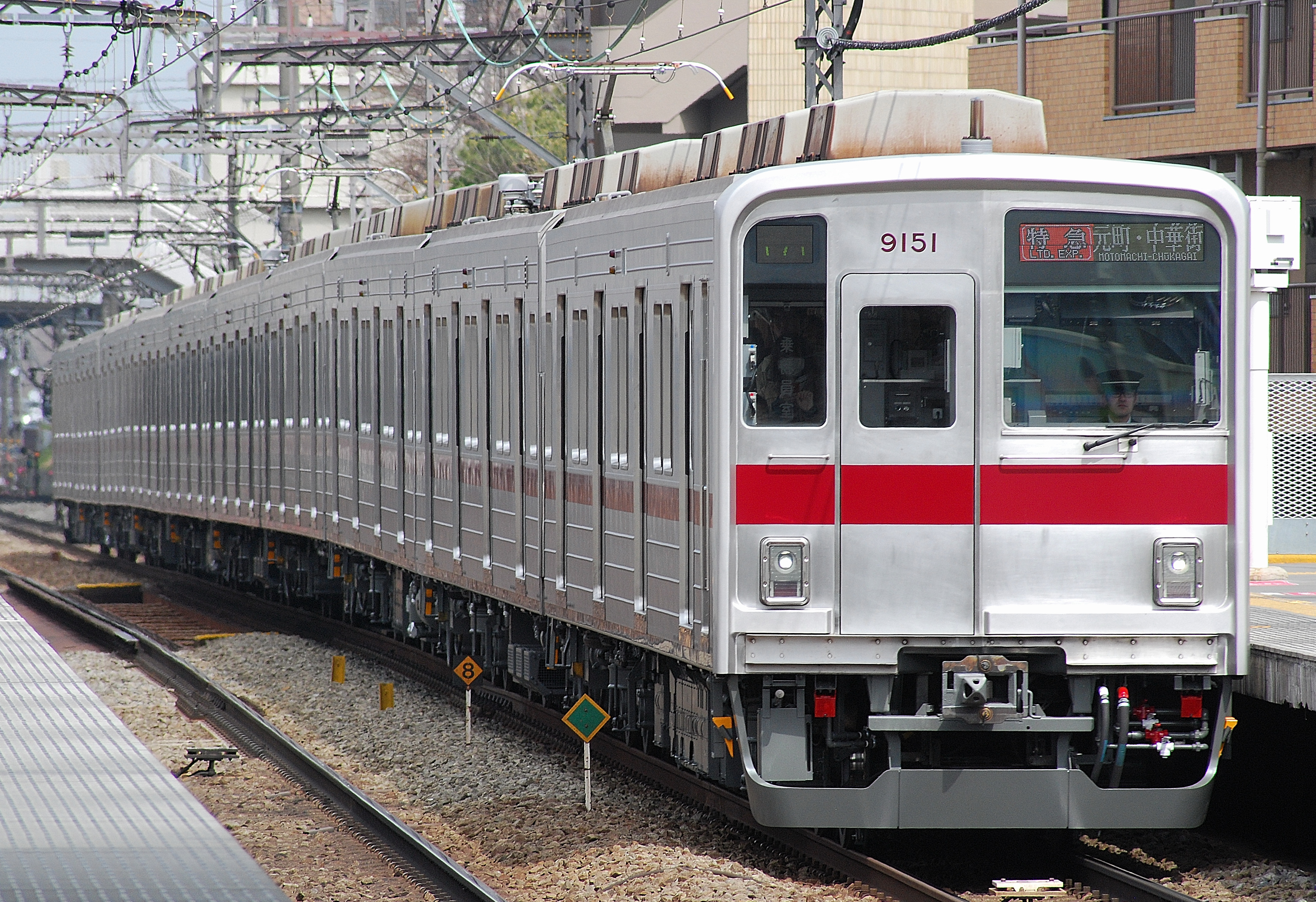
Tōbu série 9000
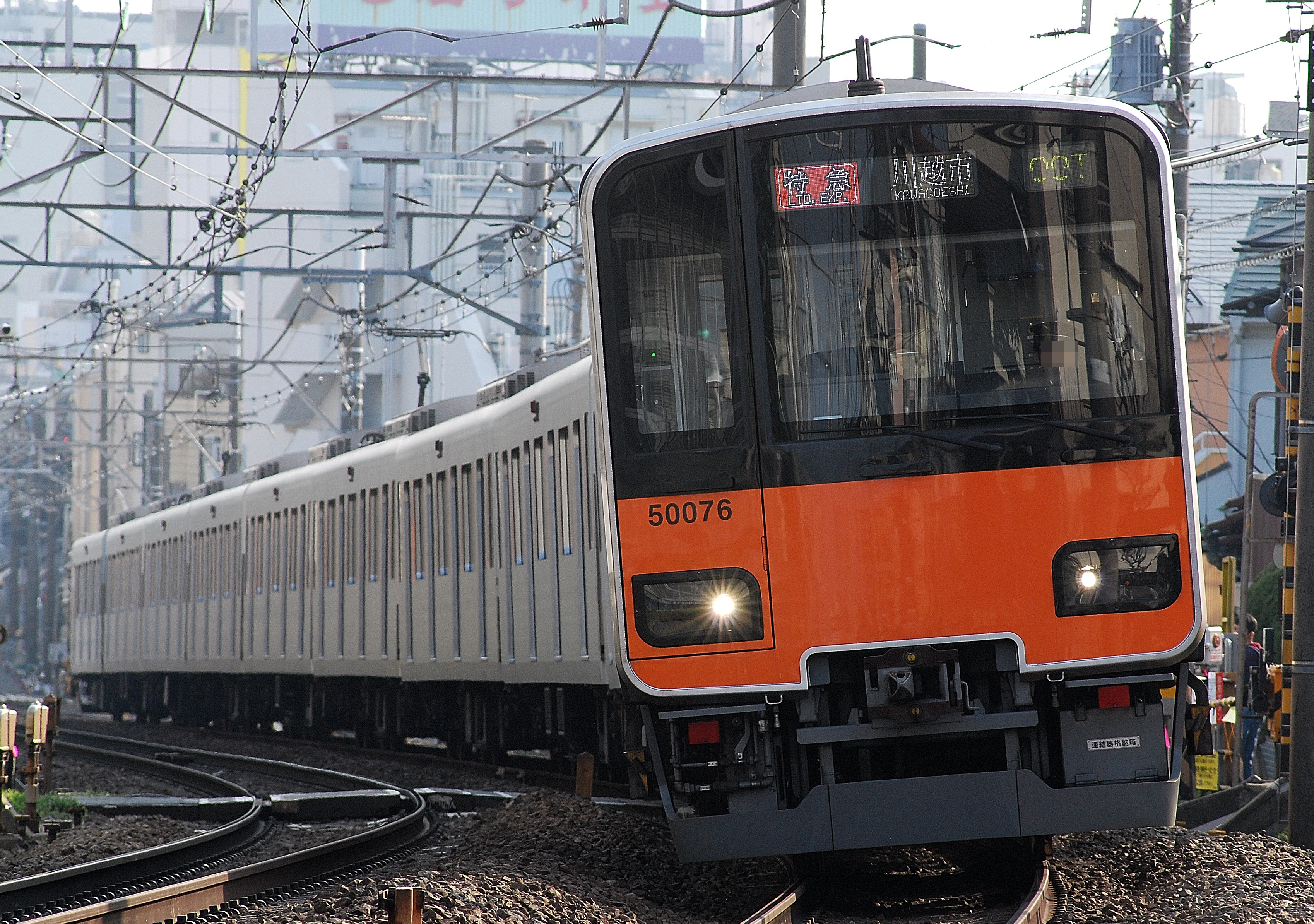
Tōbu série 50070
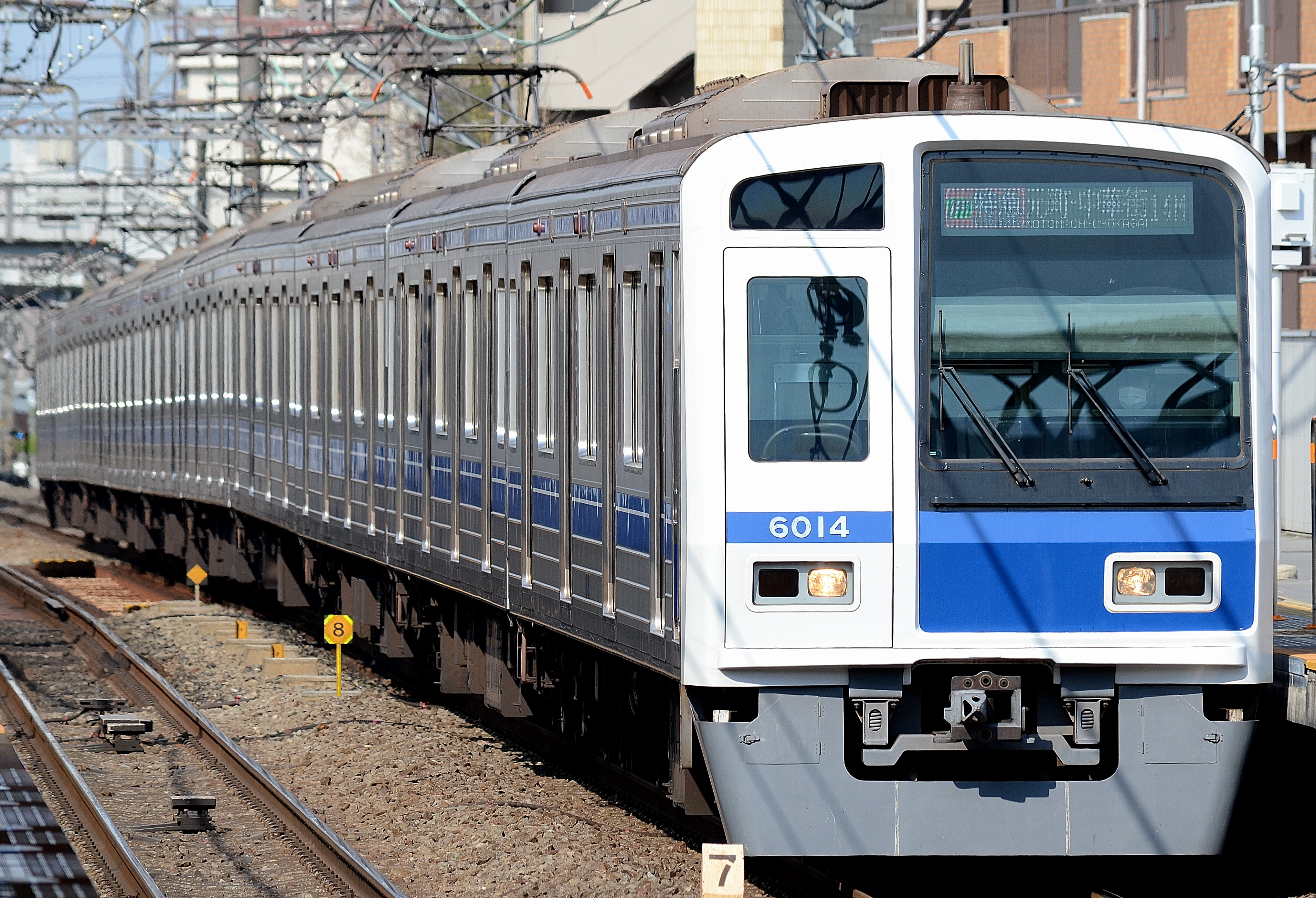
Seibu série 6000
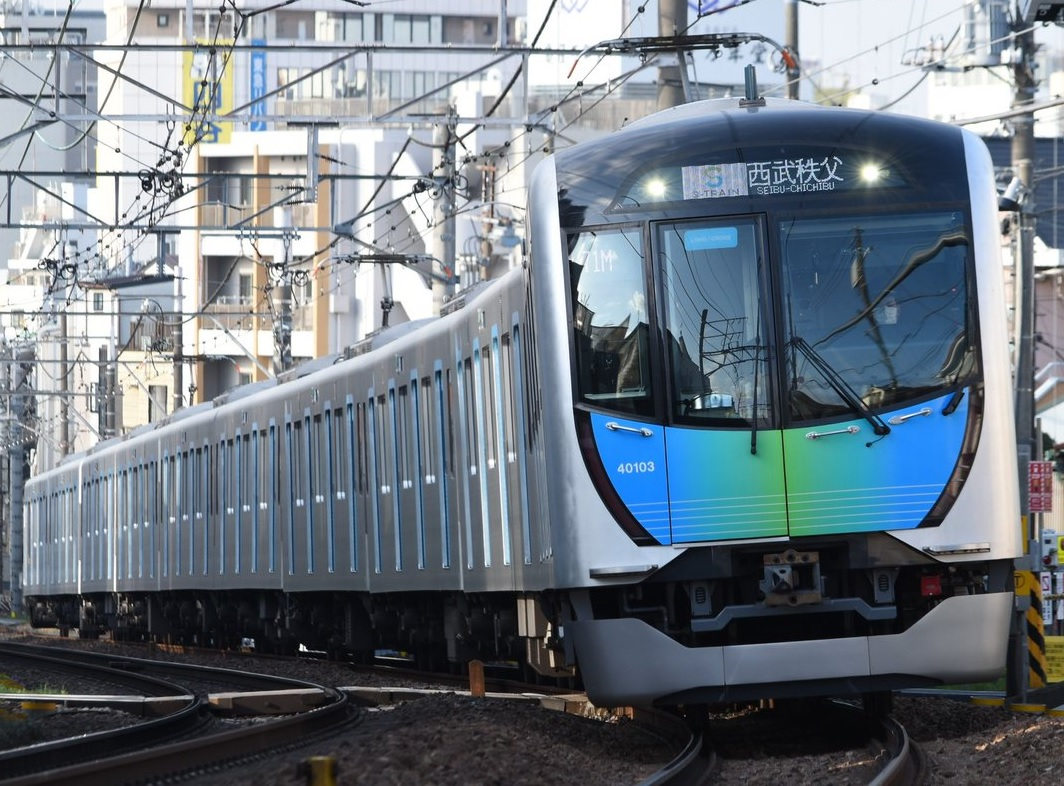
Seibu série 40000